# Пругаста хијена
Пругаста хијена (лат. Hyaena hyaena) је врста сисара из реда звери и породице хијена (Hyaenidae).

## Распрострањење
Ареал пругасте хијене обухвата већи број држава у Африци и Азији.
Врста има станиште у Турској, Танзанији, Бутану, Непалу, Ирану, Ираку, Саудијској Арабији, Египту, Либији, Алжиру, Мароку, Мауританији, Малију, Нигеру, Нигерији, Камеруну, Етиопији, Кенији, Јерменији, Азербејџану, Грузији, Буркини Фасо, Чаду, Џибутију, Сенегалу, Тунису, Јордану, Либану, Оману, Таџикистану, Туркменистану, Узбекистану, и Јемену.
Врста је можда изумрла у Кувајту, Катару и Уједињеним Арапским Емиратима.
Присуство врсте је непотврђено у Авганистану, Пакистану, Судану, Сомалији, Сирији, Еритреји, Бенину и Централноафричкој Републици.

## Станиште
Станишта врсте су шуме, полупустиње и пустиње до 3.300 метара.

## Угроженост
Ова врста је на нижем степену опасности од изумирања, и сматра се скоро угроженим таксоном.